# مطوية (بيشة)
مطوية وهي قرية من قرى محافظة بيشة التابعة إلى منطقة عسير في المملكة العربية السعودية.

## التسمية والموقع
مَطْوِيَّة: بفتح الميم واسكان الطاء و واو مكسورة فياء مشددة مفتوحة وهاء مهملة،
ومطوية هو اسم قرية قديمة تقع على جانب وادي تبالة من جهة الشمال على مسافة 1 كيلو متر ويسكنها فخذ البقران من بني الهزر من أكلب ويوجد بها بعض الآثار القديمة في مكان يسمى الحوط ينسبها بعض المعمرين إلى بني هلال وهي تقع من الجهة الشمالية الشرقية من هذه القرية. تقوم المحافظة على تطوير المنشآت السياحية والآثار المتواجدة في المنطقة، وتقع قرية حوطة مطوية بين الثنية والقوزية، وتبعد القرية عن مدينة بيشة حوالي 40 كيلو متر باتجاه الغرب.